# Mallefougasse-Augès
Mallefougasse-Augès ist eine südfranzösische Gemeinde im Département Alpes-de-Haute-Provence in der Region Provence-Alpes-Côte d’Azur. Sie gehört zum Arrondissement Digne-les-Bains und zum Kanton Forcalquier. Mallefougasse-Augès hat 325 Einwohner (Stand 1. Januar 2022), die Fougassais genannt werden.

## Geographie
Rund 1.900 Hektar der Gemeindegemarkung sind bewaldet. Der Dorfkern befindet sich auf 700 m.
Die angrenzenden Gemeinden sind Valbelle im Norden, Châteauneuf-Val-Saint-Donat im Nordosten, Montfort im Südosten, Peyruis im Süden, Sigonce (Berührungspunkt) und Montlaux im Südwesten sowie Cruis im Westen.

## Bevölkerungsentwicklung
| Jahr      | 1962 | 1968 | 1975 | 1982 | 1990 | 1999 | 2008 | 2012 | 2022 |
| --------- | ---- | ---- | ---- | ---- | ---- | ---- | ---- | ---- | ---- |
| Einwohner | 41   | 23   | 38   | 78   | 98   | 136  | 219  | 286  | 325  |

## Sehenswürdigkeiten
- Kirche Saint-Jean-Baptiste, ein Monument historique

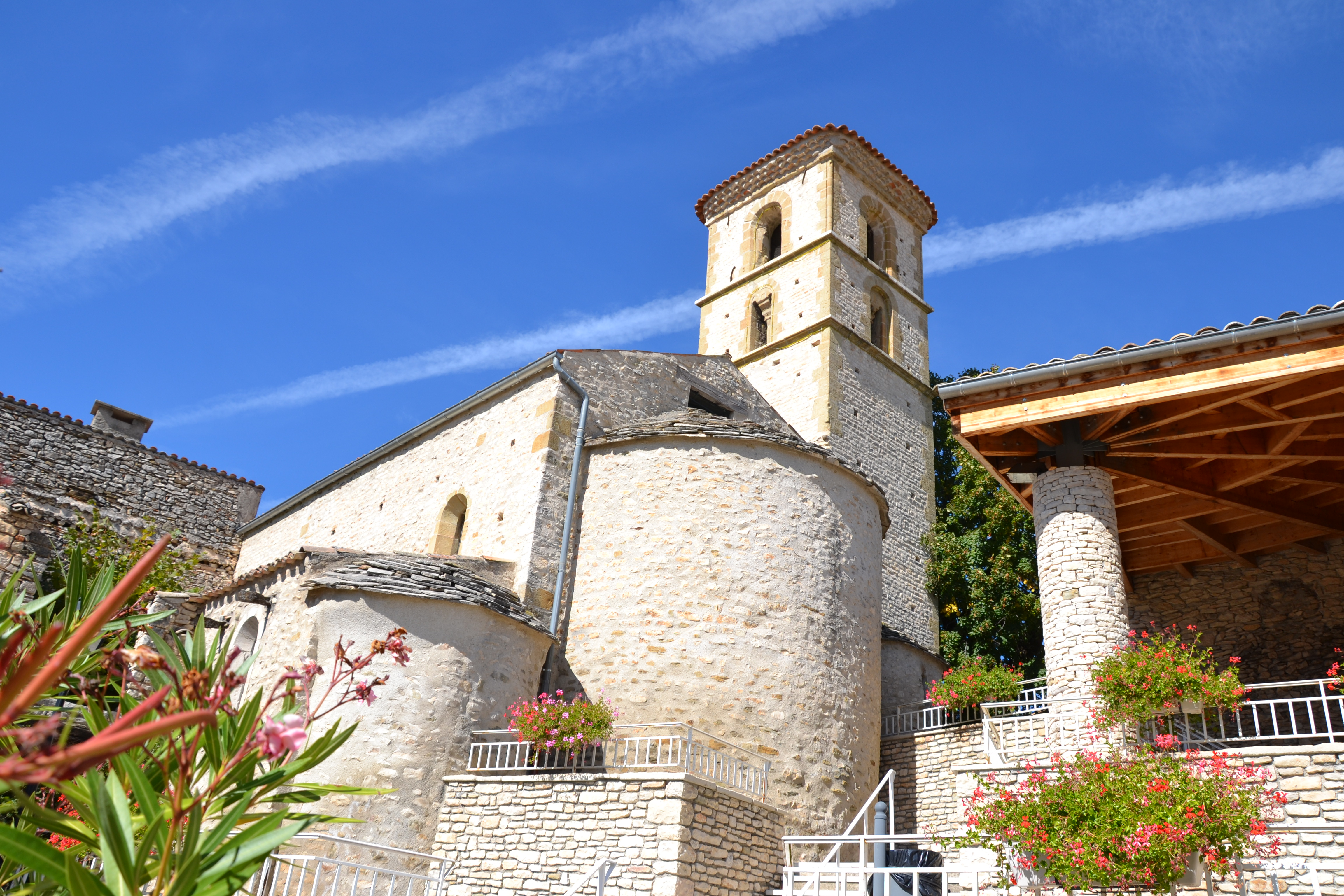
Kirche Saint-Jean-Baptiste
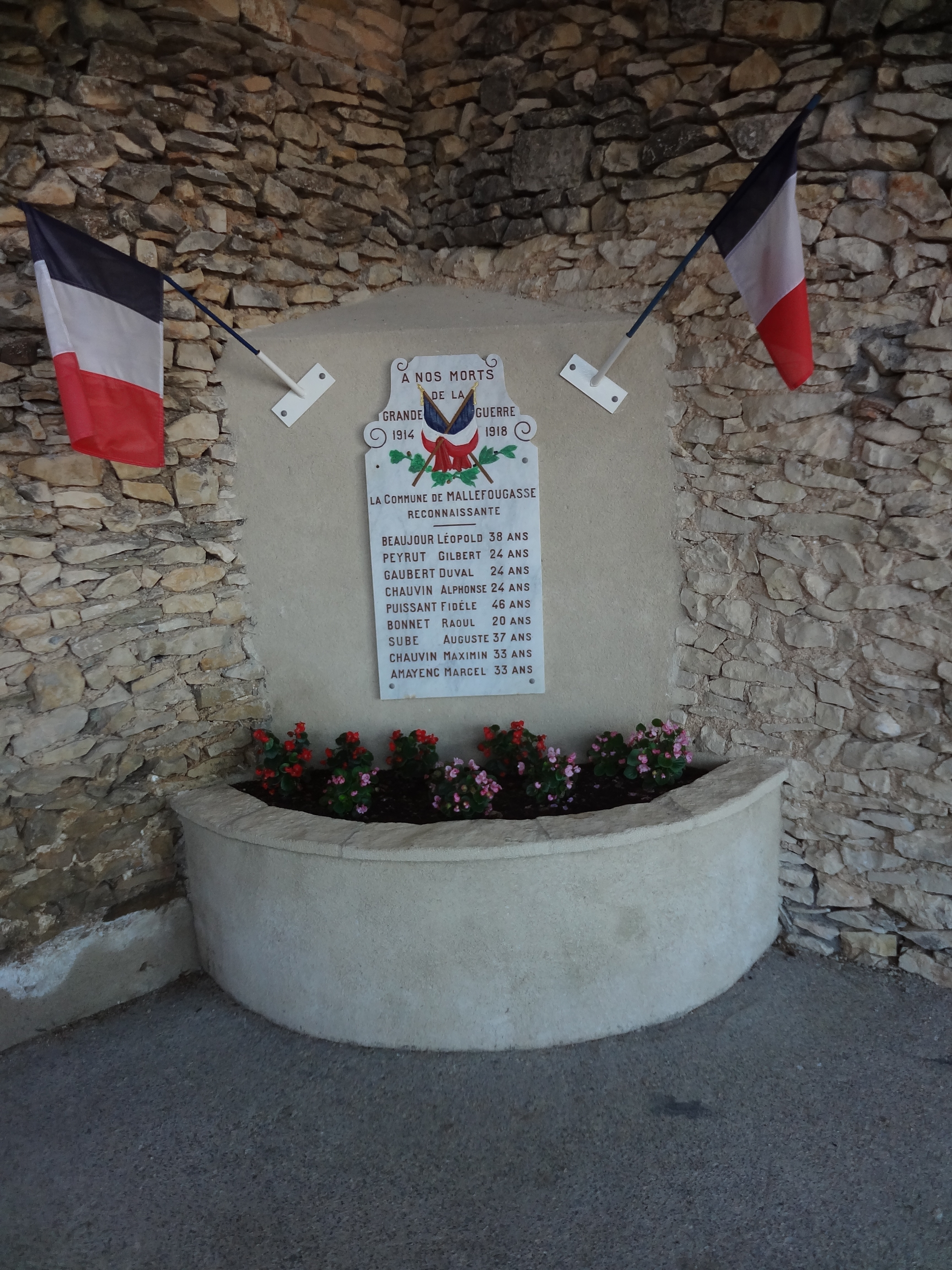
Gefallenen-Denkmal